# Mike (kakas)
Mike, a fej nélküli kakas vagy Csodálatos Mike, angolul: Mike the Headless Chicken, Miracle Mike (Fruita, Colorado, 1945. április 20. – Phoenix, Arizona, 1947. március 17.) egy Wyandotten fajtájú amerikai kakas, aki a fejének nagy részét levágó „balesetet” 18 hónappal élte túl. Mike híre gyorsan és széles körben terjedt, és bár eleinte a legtöbben puszta szóbeszédnek tartották a történetet, de amikor a madár tulajdonosa elvitte Mike-ot a Utah-i Egyetemre, hogy bizonyítsa, az általa keltett híresztelés szóról szóra igaz, a madár és gazdája még nagyobb népszerűségre tett szert.

## Élete
1945. szeptember 10-én Lloyd Olsen farmer a coloradói Fruitában megkérte anyósát, hogy csináljon neki tyúkhúslevest. Anyósát és feleségét hátraküldte az udvarba, hogy hozzanak onnét egy csirkét. Olsen kiválasztott egy öt és fél hónapos kakast, akit Mikenak neveztek. A húsvágó bárddal megkísérelték levágni az állat fejét, de ezt nem sikerült megfelelő módon végrehajtani. A bárd pengéje elkerülte az állat egyik nyaki vénáját, az egyik fülét és az agytörzs nagyobbik részét. Úgy tartják, hogy a nyaki artériája sem sérült meg az állatnak, illetve a megalvadt vér gyorsan elzárta a sérült ereket, ezért nem vérzett el az állat. Bár fejének jó részét elvesztette, az agytörzse és bal füle sértetlen maradt, ezért a szervezetének működéséhez szükséges funkciókat (légzés, szívverés), illetve a legtöbb válaszreakciót koordináló agytörzs továbbra is képes maradt életben tartani a jószágot.
Az állat a félresikerült lenyakazást követően még képes volt egyensúlyát megtartani, bár kissé esetlen mozgással mozgott. A farmer még azt is megpróbálta, hogy visszavarrja az állat fejét, bár ez többé nem volt lehetséges. Miután a madár nem pusztult el, a meglepett Olson úr elhatározta, hogy gondját viseli az állatnak, akit víz és tej keverékével etetett egy szemcseppentő segítségével, valamint apróbb szemű gabonával.
Miután Mike megtalálta az egyensúlyát, ismét képessé vált arra, hogy magasabb helyekre is fel tudjon jutni a leesés veszélye nélkül. A csonkolás következtében Mike többé képtelen volt a kukorékolásra és inkább csak gargarizáló hangot volt képes kiadni magából. A későbbiekben Mike az ideje nagy részét kapirgálással és a nyakával a föld piszkálásával töltötte.

## A hírnév
Miután az állat balesetének és szerencsés túlélésének története egyre jobban elterjedt, Mike egész kis karriert futott be a médiában, mivel számos helyi újság, illetve a Time magazin és a Life is foglalkozott az esettel. Az érdeklődőknek Mike-ot 25 cent ellenében mutogatták, így a kakas népszerűségének csúcsán havi 4500 amerikai dollárt is hozott gazdája konyhájára. (Ez 2010-es árfolyamon 48 000 dollár lenne.) Az állatot mintegy 10 000 dollár értékűre becsülték akkoriban. Olsen sikere futótűzként terjedt és számos esetben próbálták utánozni az esetet, de a szerencsétlenül járt jószágok csak egy-két napig maradtak életben.

## Halála
1947 márciusában egy Phoenixben lévő motelban az éjszaka közepén fulladozni kezdett egy magtól, ami a torkán akadt. Gazdája az állat népszerűségét kihasználó ismertető túra során véletlenül a bemutató helyszínén felejtette Mike etetéséhez és tisztításához szükséges fecskendőket, így az állatot már nem tudták  megmenteni. Lloyd Olsent többen megkörnyékezték korábban, hogy adja el a jószágot, melynek eredményeképpen még 1949-ben is az a hír járta, hogy Mike-ot még mindig mutogatják a nagyközönségnek az államban. Egyes források szerint az állat megroncsolódott légcsöve már nem volt alkalmas arra, hogy elegendő friss levegőt juttasson Mike tüdejébe és emiatt fulladt meg a jószág.

## Fordítás
Ez a szócikk részben vagy egészben  a   Mike the Headless Chicken című angol Wikipédia-szócikk ezen változatának fordításán alapul.  Az eredeti cikk szerkesztőit annak laptörténete sorolja fel. Ez a jelzés csupán a megfogalmazás eredetét és a szerzői jogokat jelzi, nem szolgál a cikkben szereplő információk forrásmegjelöléseként.

## Bibliográfia
- Amy Reiter. „Mike the Headless Chicken more popular than Clinton”, Salon (Hozzáférés: 2008. március 8.)
- Charles Furneaux, executive producer; Gregory Diefenbach, producer; Mark Lewis, producer. The Natural History of the Chicken [Video]. PBS Home Video. (Hozzáférés ideje: 2008-03-08.)
- Silverman, Steve. Einstein's Refrigerator: And Other Stories from the Flip Side of History. Kansas City, Missouri: Andrews McMeel Publishing (2001). ISBN 0-7407-1419-8